# جونا غولدمان
جونا غولدمان (بالإنجليزية: Jonah Goldman)‏ هو لاعب كرة قاعدة أمريكي، ولد في 29 أغسطس 1906 في نيويورك في الولايات المتحدة، وتوفي في 17 أغسطس 1980 في بالم بيتش في الولايات المتحدة.

## وصلات خارجية
- جونا غولدمان على موقعبيزبول رفرنس.كوم (الدوري الرئيسي) (الإنجليزية)